# 펄프

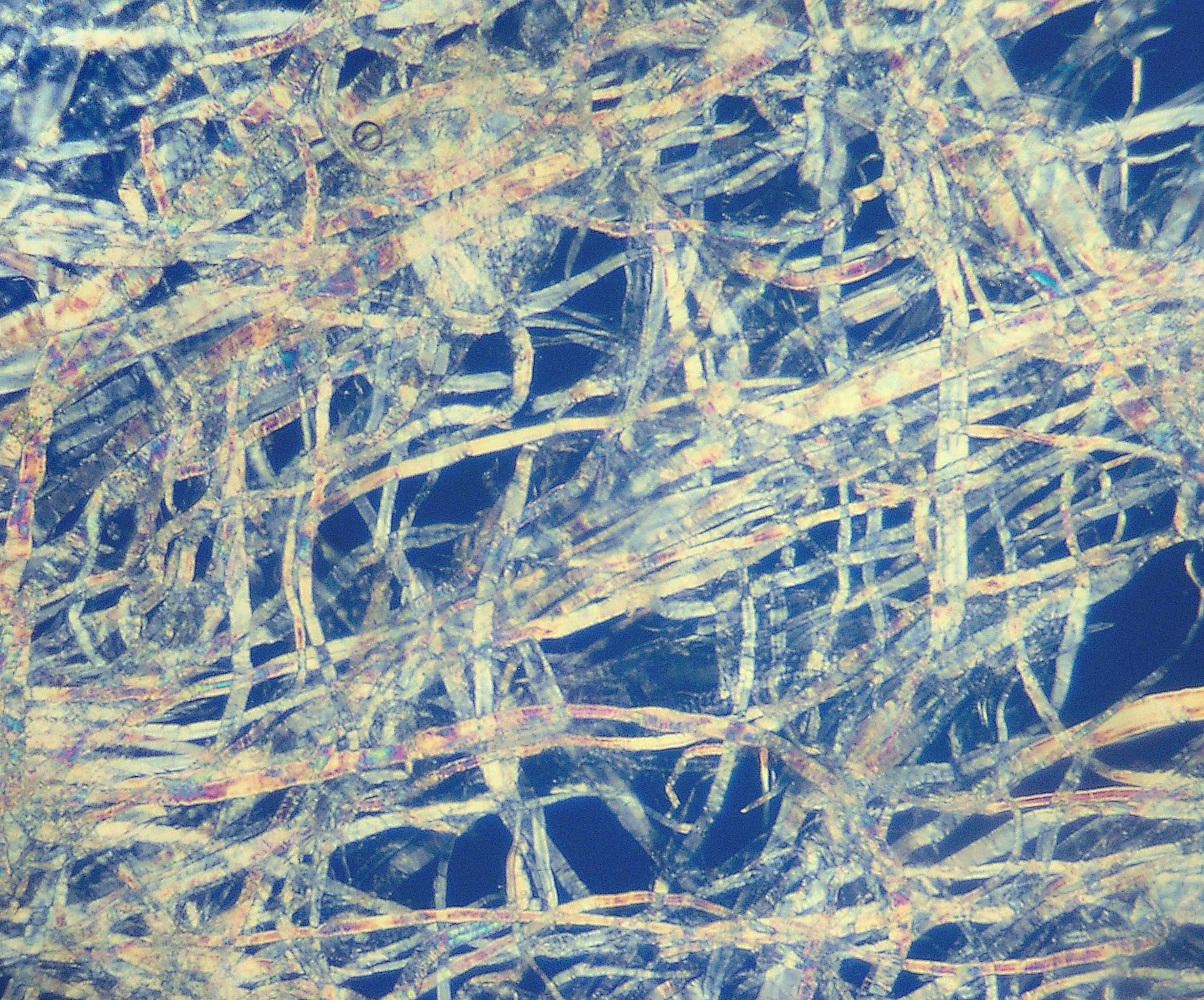
펄프의 섬유 구조

펄프(영어: pulp, 문화어: 팔프)는 종이 등을 만들기 위해 나무 등의 섬유 식물에서 뽑아낸 재료이다. 종이의 원료로는 여러 가지 목재가 사용되며, 그 중에서 가장 많이 사용되는 침엽수는 약 50%가 셀룰로스이며, 그 밖에 리그닌(lignin) 25%, 펜토산(pentosan) 20%, 기타의 것이 소량 함유되어 있다. 목재로부터 셀룰로스 이외의 성분을 화학처리로 녹여 제거하고 셀룰로스만을 남게 한 것이다.
펄프를 만드는 데는, 먼저 목재를 잘게 부수고,(이것을 chip이라고 한다.) 이것을 아황산수소칼슘의 수용액 중에서 130 ~ 160°C의 온도로 약 8시간 동안 쪄서 리그닌·펜토산, 그 밖의 것을 제거한다. 그리고 다시 표백 등의 처리를 거친다. 이렇게 해서 만들어진 펄프를 아황산 펄프라고 한다. 이것 외에도 가성소다법·황산소다법 등의 방법이 있다. 황산소다법에 의한 펄프를 크래프트(craft) 펄프라고 하는데, 이것은 질이 견고하여 포장지(크래프트지)로 사용된다. 또 이상과 같은 약품처리를 하지 않고, 물과 함께 치프를 갈아 부수기만 한 것도 있다. 이것을 쇄목(碎木) 펄프라고 하는데 리그닌과 그 밖의 성분을 함유하고 있어 값이 싸기는 하나 변색되기 쉬워 신문용지 등으로 사용된다.

## 펄프의 성분

### 목재의 주성분
목재의 3대 주성분은 셀룰로오스, 헤미셀룰로오스, 리그닌이다. 목재의 부성분은 수지(resin), 정유(oil), 탄닌 등의 추출물과 무기물(10% 수준) 등이 있다.

### 리그닌
리그닌은 고분자의 무정형물질로써 산에 의해 가수분해되기 어려운 특징을 가지고 있다. 실제 활엽수재20~25%, 침엽수재27~30% 만큼씩 존재한다고 알려져 있다. 리그닌은 셀룰로오스라는 뼈대를 지탱하고 있는 시멘트로 생각하는 것이 용이하다.
중요한 유기자원물질로 사용하기 위해서, 특히 펄프에 목재를 사용하기 위해서 필수적으로 제거되어야 하는 성분이다. 펄프를 만들다 보면 리그닌이 녹여져 나온 폐액이 나오는데, 이 폐액은 화학약품제조 및 농축연료 등 에너지화에 이용가능하다.

### 셀룰로오스
셀룰로오스는 펄프의 주성분이다. 셀룰로오스의 함량이 높을수록 좋은 펄프라고 할 수 있다. 셀룰로오스는 6탄당으로 이루어진 탄화수소화합물이다.
목재에서 셀룰로오스를 추출하기 위해서는 글루코오스의5번 탄소의OH기가1번 탄소(알데하이드기)를공격하여야 한다. 이 고리화 반응의 가장 중요한 두 가지 결과는 새로운 비대칭탄소가 생긴다는 것과 한 쌍의 부분입체 이성질체가 형성된다는 것인데 즉, 1번 탄소에서의 배열만이 다른 모노사카라이드들을 서로 아노머(anomer)라한다. 순수한 글루코오스는 두 가지 결정형으로 존재한다. (α-D-glucose, β-D-glucose) D-glucose의 아노머들은 α 아노머보다 β아노머가 더 많이 존재하는데, β아노머가 더 안 정하기 때문이다.

### 헤미셀룰오스
헤미셀룰로오스란, 산에 의해 쉽게 가수분해 되어 추출되는 다당류의 총칭이다. 셀룰로오스와 같이 다당류이나 다른 특징을 가지고 있으며, 목재세포막을 구성하는 물질이다. 냉수에 추출되지 않고 알칼리 및 열수에 의해 쉽게 추출되는 특성을 가진다.
침엽수의 경우galactoglucomannan, arabino-4-O-methylglucuronoxylan 이 활엽수의 경우O-acetyl-4-O-methylglucuronoxylan이 가장 많이 분포하고 있다.
이 목재의 주성분 중 펄프를 이루는 셀룰로오스를 최대한 남기고 리그닌 및 기타 다른 물질들을 제거하는 과정을 펄프화 공정이라 한다. 이 펄프화 공정은 크게 화학적 펄프와 기계적 펄프로 나눌수 있다.

## 펄프를 만드는 순서
박피(debarking) – 조각만들기(chipping) – 스크리닝 – 펄핑(화학적, 기계적) 순으로 펄프를 만든다. 이렇게 만들어진 펄프는 대게 종이를 만드는 원료로 많이 이용되나, 휴지나 그밖의 위생용품등으로 만들어진다.

### Debarking(외부 껍질 벗기기)
박피(debarking) - 원목에 부착된 수피를 제거하는 작업이다. 외부 껍질은 종이에 들어가는 나무를 가공하는 과정에서 상당히 부정인자들을 많이 포함한다. 외부에 노출되어있기 때문에 이물질을 다량 포함하여 기계의 고장을 야기하며, 종이에 필요한 셀룰로오스의 함량이 적기 때문에 굳이 사용하지 않고 벗겨서 버린다.

### Chipping of wood(목재의 칩 만들기)
- 쇄목기계펄프(Groundwoodmechanical pulp)를 제외하고 박피된 원목을 사용하는 공정은 작은 나무조각(Chip)이 필요하다. 추후, 나무에 약품 혹은 압력을 가해서 처리하는 과정이 필요한데, 그때 사용하는 기계를 리파이너라 한다. 리파이너 기계펄프 공정의 경우 디스크 리파이너에 원목이 들어갈 수 없으므 로 칩으로 기계펄프화 하여야 한다. 결국, 화학약품 및 증기가 목재내에 급속하고 균일하게 침투하도록 목재를 작은 조각(chip)으로 만드는 것이 본 공정의 목적이라 할 수 있다.

### Screening(스크리닝)
칩의 크기는 일반적으로 섬유 방향의 길이가 15~25 mm, 두께 4mm로 만들지만, 공정중에 이 사이즈 보다 크거나 작은 물질(fines-미세분)들이 생성이 된다. 미세분은 약액의 증가를 초래하고 공정에 도움이 되지 않기 때문에 없애는 것이 좋다. 또한 사이즈가 너무 크면 약액의 침투가 용이하지 않기 때문에, 원하는 크기보다 큰 칩을 거른다. 그 거리는 과정을 스크리닝 이라고 하며, 스크리닝은 쉽게 말해 촘촘하 망에 거르는 것이다. 스크리닝은 망의 크기에 따라 달라지며, 대부분의 공정에서 여러 번의 스크리닝을 통해 최대한 버리는 목재가 있지 않도록 노력한다.
스크린은 기계펄프를 생산하는데 있어 매우 중요한 역할을 수행한다. 이를테면, Shives(미세한 섬유조각들)의 제거, 섬유 분급, 중량 이물질 제거 및 리젝트(reject)의 리파이닝을 수행하기 위 한 단위 공정이다. 결론적으로 Shives의 제거가 본 스크린 공정의 주요 목적이다.

## 펄프화
펄프화(pulping)란 aryl ether 구조를 개열하면서 저분자화시키는 것을 말한다.

### 기계적 펄핑(MechanicalPulping)
기계적 펄핑은 펄핑 방법 중에서 리그닌을 빼기 위해 물리적인 온도 혹은 힘등을 가하는 과정을 뜻한다. 목재를 부시고 강한 압력을 주는과정이 수반되기 때문에 많은 에너지를 소비하고 대신에 고수율이다. 고수율이기는 하지만 질높은 셀룰로오스를 얻는 것이 아니기 때문에 현대에는 화학적 펄핑 방법과 혼합하여 품질과 수율을 높이려 한다.
또한, 기계 펄핑은 화학 펄핑과는 다른게 리그닌의 크기 분포가 넓고, 많으며 뻣뻣하다.
부숴지지 않는 섬유조각들은 뻣뻣하기 때문에, 적절한 종이강도를 위해서 기계펄프는 반드는 높은 결합력을 가지는 다량의 양질의 섬유를 포함해야한다. 그렇기 때문에, 기계펄프는 화학펄프와 함께 사용되는데, 기계펄프에 비해 유연한 화학펄프를 첨가함으로써 종이의 강도를 더욱 향상시킬 수 있기 있다. 만약 기계펄프만을 사용한다면 다량의 리그닌이 함유되어 양질의 종이를 얻을 수 없다.
기계적 펄핑의 종류는 다음과 같다.

#### 쇄목 기계펄프(GW)
목재의 칩을 만들지 않고 목재를 통째로 사용하는 기계적 펄핑 방법이다. 돌을 사용하여 목재를 처리하기 때문에 쇄목펄핑이라 부른다. 섭씨 온도70oC-75oC에서 사용하며, 수율은 98.5% 정도로 상당히 높은 편이지만 리그닌의 함량이 굉장히 크다. 따라서 쇄목펄프는 주로 신문용지, 저급 잡지, 화장지, 벽지 등에 일부 혼합되어 사용한다. 왜냐하면 종이의 불투명도와 두께를 증가시키는 데 효과적이며, 단섬유 및 미세섬유 함량이 높고, 내구성이 낮다. 또한, 공기나 빛에 의해 쉽게 황변(yellowing) 되며 잉크 흡습성이 높기 때문이다.
순수한 쇄목펄핑 뿐만 아니라 압력, 열을 전처리 하여 사용하기도 한다.
-쇄목 기계펄프(SGW): 돌을 사용하여 목재를 처리하는 과정이다.
-압력쇄목 기계펄프(PGW): 2.5바의 압력을 가한이후 100도씨 이하의 물로 세척하는 전처리 이후 쇄목기계에 들어간다. 수율은 98.5%이다.
-열쇄목 기계펄프(TGW:): 약 섭씨 80도씨의 물과 증기로 열을 가한 이후 쇄목기계에 들어간다. 수율은 98.5%이다.
돌로 목재를 처리하는데 뾰족하게 솟아나온 곳을 돌기라고 한다. 지속적으로 목재를 처리함에 따라 돌기가 무뎌지기 때문에 날카롭게 하는 샤프닝(sharpning)과정이 필요하다.

#### 리파이너 펄프
리파이너(Refiner)에 의해 섬유화 되는 리파이닝(refining) 공정이 리파이너 쇄목펄프 공정의 가장 중요한 핵심부분이다. 리파이너의 좁은 틈(gap)을 칩(chip)이 통과하면서 물리적으로 처리되는 것을 뜻한다. 평행으로 설치된 회전하는2개의 원반 중심에 칩을 물과 함께 보내 전단력에 의해 칩을 분쇄하는 과정이라 할 수 있다. 디스크 리파이너의 일반적인 회전속도는1500 혹은1800 rpm이다.
실제 공정에서는 직렬로 연결하여 다단으로 사용하는 경우가 많으며, 1단의 농도는18~20%, 2단의 농도는20% 이상에서 운전된다. 1차 리파이닝은 칩을 단섬유화, 2차 리파이닝은 단섬유를 피브릴화 (fibrillation)시켜섬유간 결합력 증대시킨다. 수율을 97.5%정도이다.
리파이너 공정전에 압력을 한번 가하는 전처리를 한 것을 압력리파이너펄프(PRMP: Pressure Refiner Mechanical Pulp)라 한다.

#### 그 외 열 및 화학기계펄프
단순한 기계 펄프는 마쇄 중 물리적인 힘을 많이 주어 섬유의 단섬유화 및 미세섬유가 많이 일어나고, 강도가 저하 될 뿐만 아니라 리그닌이 용출이 잘 되지 않는다. 따라서 열이나 화학약품 등을 전처리를 하는데 그 전처리 유무에 따라 약어가 달라지게 된다.
열기계펄프(TMP: ThermoMechanicalPulp)
칩을 높은 온도로 전처리하고 가압 리파이닝 하여 제조되는 펄프이다.
열을 가함으로써 리그닌의 연화를 일으켜 용출에 용이하게 한다. 리파이너는 전처리 없이 대기압하에서 리파이닝하여 제조되는 펄프인 반면 열기계펄프는 리파이닝 전 고온의 수증기를 이용하여 전처리 해 주는 공정이 추가된것으로 리파이너기계펄프에 비해 섬유가 잘 보존되고 강도 특성이 우수한 펄프라 할 수 있다.
화학기계펄프(CMP: ChemimechanicalPulp) 화학약품으로 전처리한 후 마쇄하는 펄프
화학열기계펄프(CTMP: Chemi-thermo-mechanical Pulp) : 화학약품 및 고온의 수증기로 전처리한 후 마쇄하는 펄프이다.

### 화학적 펄핑(chemical pulping)
화학적 펄핑은 펄핑 방법 중에서 리그닌의 용출을 도와주는 화학약품을 첨가한후 증해(cooking)하는 과정을 뜻한다. 즉, 화학약품을 투입하여 일정 시간 및 온도에서 리그닌을 제거하는 것이다. 원하는 온도를 달성하기 위하여 일정 압력하에 실시하고, 증해 후 화학약품은 다시 회수된다. 기계적 펄핑에 비해 상대적으로 에너지를 저소비하고, 수율이 낮다는 특징이 있다. 하지만 수율이 낮다는 것이 부정적인 뜻은 아니다. 수율은 낮지만 순수한 셀룰로오스의 비율이 크기 때문에 기계적 펄핑보다 더 효율적인 펄핑 방법이다.
화학펄핑은 화학약품(황산이온(hydrosulphideion), 중아황산 이온 (bisulphiteion), 수산화이온(hydroxide ion))의 작용에 의해 리그닌은 수용성이 되어 용출이 되는데, 그 첨가되는 약품의 종류는 하다. 대표적으로 크라프트 펄핑, 소다펑핑, 설파이트 펄핑이 있다.

#### 크라프트 펄핑(kraft pulping)
수산화나트륨(NaOH) 과 황화나트륨(Na2S)의 혼합액으로 증해하여 얻는 화학 펄프를 뜻한다. 약액이 알칼리성이기 때문에 소다펄프와 함께 알칼리펄프로 분류하기도 한다.
목재내에서 팽윤된 리그닌은 OH-와 SH-에 의해 화학적으로 분해되어 페놀레이트 (phenolate)나 카르복실레이트 이온(carboxylate ion)으로 용출된다.
크라프트 펄핑이 가장 효율적이고 현재 가장 많이 사용된다. 하지만 순수하게 리그닌만 용출되는 것은 아니다. 탄수화물분해가 일어나면서 탄수화물도 용출이 되는데, 탄수화물(헤미셀룰로오스와 일부 셀룰로오스) 또한 화학적으로 분해되어 결론적으로 크라프트 펄핑중에 리그닌80%, 헤미셀룰로오스50%, 셀룰로오스10%가 용출된다.
펄핑 중에 축합반응이 일어날 수 있으나 –SH-는 반응기(벤질알코올의수산기)를 보호하여 축합반응을 감소시킬 수 있다. 축합반응은 분해된 리그닌를 간에 혹은 용해되지 않는 리그닌과 셀룰로오스 계열의 탄수화물간의 축합이 일어나는 것이다. 이러한 축합반응이 일어나게 되면 목재내에서 리그닌을 제거하는 것이 더욱 어려워진다.
크라프트 펄핑 중에 리그닌은 리그닌 연화(Lignin softening)에 의해 일어난다.
리그닌 내에는 수소결합이 이루어지고 있다. 이 리그닌이 팽윤되면서 연화가 되는 온도를 연화온도, 탄성계수를 수소결합이 결정한다.
펄핑과정에서 리그닌의 분자chain간 수소결합이 리그닌과 물의 결합으로 대 체되었기 때문에 연화온도와 탄성계수가 낮아지게 된다.
즉, sulfonation에 의해 연화온도와 탄성계수가 낮아지는 현상은 분자chain 간 결합을 형성할 수 없는 sulphonategroup이 ether group과 hydroxyl group을 치환 함에 따라 나타나는 현상이라고 할 수 있다.
리그닌 용출은 크게 3단계로 나누어 진다.
초기단계: 탄수화물과 리그닌을 포함하는 성분을 추출한다. (리그닌의 용출보다 탄수화물의 소실이 더 크다.)
중간단계: 20%의 탄수화물과 리그닌이 용출되는데, 리그닌은 선택적으로 거의 90%까지 용출된다.
잔사단계: 남아있는 리그닌이 최대한 용출되려고 하기는 하나, 이 과정에서 탄수화물의 손실이 더 많이 일어난다.
따라서 리그닌의 손실과 탄수화물의 손실률을 적절히 활용하여 적당한 시간 및 온도만큼 펄핑을 하는 것이 중요하다.

#### 소다펄핑(soda pulping)
단지 가성소다(NaOH, sodium hydroxide)만을 사용한 방법은 소다 펄핑방법이 라고 한다.
활엽수 주로 이용 하며 Cooking liquor (증해액)은 caustic soda (NaOH, 25-27%/가성소다) sodium carbonate (Na2CO3, 2-4%)를 4:1의 비로 섞어서 사용한다. 140 – 170oC 사이에 온도에서 진행된다. 2 – 6 시간정도 증해를 한다. 수율은 40 – 55%이다. 섭씨 180도 이상이 되면 탄수화물의 탄화가 일어나기 때문에 180도 이상이 되지 않아야 한다. 가성소다를 첨가해서 증해를 하게 되면 팽윤(swelling), 벗김(peeling), 멈춤(stopping), 체인 분열(chain cleavage)를 일으켜 리그닌의 용출을 야기한다.

#### 설파이트 펄핑(sulfite pulping)
설파이트 펄핑: 슬폰산기(sulphurousacid,H2SO3)를 이용하여 증해를 하는 펄핑이다. bisulphiteions (H2SO3–) 이온이 탈리그닌 작용에 관여(pH 1-2)한다.
유기용매(anthraquinone, ethanol, methanol, and peraceticacid)를 활용한 펄핑이기도 하다.

## 표백
표백 (bleaching)이란, 탄소와탄소의개열, 벤젠고리의 퀴논화 및 개열로 분해시켜 잔사고 있는 리그닌을 용출하는과정이다. 리그닌의 경우 자외선에 노출되거나 시간이 지나면 황변이 이루어지기 때문에 표백을 하는 것은 종이의 밝기를 조절하는데 필수적이다.
표백에 영향을 미치는 인자에는 표백반응조의 압력, 펄프이동방향 (up-flow, down-flow or upflow-downflow), 펄프농도, 반응조의 크기 및 체류시간 등이 있다.